# الليل لنا (فلم)
الليل لنا هو فيلم مصري من إنتاج عام 1949، من إخراج محمود ذو الفقار وتأليف يوسف جوهر، ومن بطولة محمود ذو الفقار، وصباح، وسليمان نجيب.

## قصة الفيلم
نوال (صباح) مغنية في فرقة متجولة وصديقتها مايسة (نيللي مظلوم) راقصة، تلتقيان صدفة بالدكتور وحيد كامل (محمود ذو الفقار) الذي كرس وقته كله للعلم والطلاب، يعجب بنوال ولكنها لا تجرؤ على أن تقول له حقيقة مهنتها فتدعى له أنها مدرسة، وبدافع من الغيرة تذهب الراقصة مايسة (نيللي مظلوم) إلى وحيد تحاول استمالته، وحين يصرح لها بأنه يحب نوال تصرح له بحقيقتها وبأنها خدعته فهي مغنية وليست مدرسة. لكن وحيد يتمسك بنوال أكثر ويحاول أن يلتقي بها ليعلمها بأنه عرف الحقيقة وما زال مصراً على زواجه بها، وبالفعل يتزوجان، يحدث أن يتهم الفنان عباس حامد (صلاح نظمي) الصديق في جريمة قتل عمه بينما هو برئ من هذه التهمة، حيث أنه كان يعمل مع نوال لحظة قتل عمه فبراءته تتوقف على شهادتها. تذهب إليه نوال في السجن فيعرف وحيد ويتهمها بالخيانة ويطردها من البيت، وحين يقدم الفنان إلى المحاكمة تتقدم نوال وتشهد لصالحه لتبرئ ساحته، وهنا يكتشف وحيد أنه ظلم زوجته فيعتذر لها ويعيدها إلى حياته مرة أخرى.

## طاقم العمل
- محمود ذو الفقار... دكتور وحيد كامل
- صباح... نوال
- سليمان نجيب... الباشا
- نيللي مظلوم... مايسة
- صلاح نظمي... عباس حامد
- عبد الحميد زكي
- شفيق نور الدين
- محمود عزمي
- عبدالمنعم إسماعيل
- محسن حسنين
- عبد المنعم سعودي
- فرج النحاس
- علي كامل
- محمود نصير

## أغاني الفيلم
- أغنية ياطير يا جميل غناء صباح تأليف أحمد رامي تلحين رياض السنباطي
- أغنية على دلعونة غناء صباح تأليف بيرم التونسي تلحين رياض السنباطي
- أغنية الليل لنا ولحبنا غناء صباح تأليف وتلحين يوسف صالح

## روابط خارجية
- مقالات تستعمل روابط فنية بلا صلة مع ويكي بيانات